# Darul Islam
Darul Islam – ekstremistyczny ruch islamski w Indonezji.

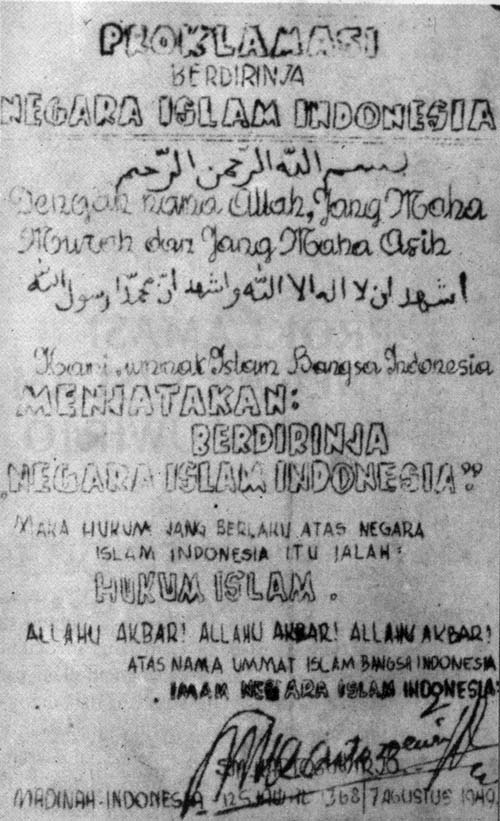
Oryginalny tekst proklamacji.

Został założony w 1948 przez Sekarmadji Maridjan Kartosoewirjo. Dążył do ustanowienia przemocą teokratycznego państwa islamskiego w Indonezji. W latach 60. ruch utracił przywódców, po czym jego partyzantka upadła.